# Luiz Alberto Machado
Luiz Alberto Machado (Maceió, 29 de maio de 1960) é um compositor, escritor e radialista brasileiro.

## Biografia
Luiz nasceu em 1960, na cidade de Maceió, em Alagoas, e frequentou o ensino superior, onde estudou letras e direito. Ele iniciou sua carreira como escritor teatral em 1978, escrevendo a peça "O prêmio", e em 1983 estreiou sua peça, A viagem noturna do sol. E começou sua carreira como escritor de poesias em 1982, quando publicou o livro "Para viver personagem do homem", em 1983, publicou o livro "A intromissão do verbo", e publicou outros livros de poesia como "Raízes e frutos" (1985), "Canção de terra" (1986), "Paixão legendária" (1991) e "Vamodizerato" (2002).
Em sua carreira como radialista, ele foi produtor executivo, locutor e apresentador em diversos programas de rádio, e em 1996 a 1999, Luiz criou o tabloide Nascente, sendo uma publicação lítero-cultural.
Em 1998 e 1999, ele recebeu o Prêmio Nascente de Arte Infanto Juvenil pelas Edições Nascente. Realizou recreações infantis, palestras e oficinas para estudantes da educação básica e superior entre os anos de 1999-2008.[carece de fontes?]
Em sua carreira como compositor, ele compôs nos estilos musicais de xotes, baiões, frevos e baladas, além de ter parceria com Santana, o Cantador; Ozi dos Palmares; Sonekka; Cikó Macedo e Feliz Porfílio. Em 2010, ele lançou a música xote "Nunca chore por mim", como uma parceria com Santana, onde foi gravado pelo parceiro para o CD "Xote pé de serra".
Desde muito jovem teve participação ativa nos meios culturais e artísticos de Pernambuco, tendo sido membro-fundador das Edições Bagaço, de Recife, Pernambuco; Coordenador de Estudos e Pesquisas e, posteriormente, presidente do Conselho da Fundação Casa da Cultura Hermilo Borba Filho, em Palmares, Pernambuco; Diretor Regional do Sindicado dos Radialistas de Pernambuco; Diretor Regional da Federação de Teatro Amador de Pernambuco (FETEAPE).
Atualmente, ele é um editor do Guia de Poesia do Projeto SobreSites, na cidade do Rio de Janeiro, Rio de Janeiro, e edita sites de blogs com conteúdo destinado à publicação, divulgação e intercâmbio nas áreas de literatura, música, teatro, infantil e pesquisa.[carece de fontes?]

## Obras
As obras que Luiz criou são:[carece de fontes?]

### Literárias
- Para viver o personagem do homem - poesias, 1982
- A intromissão do verbo - poesias, 1983
- Raízes & frutos - poesias, 1985
- Canção de terra - poesias, 1986
- Paixão legendária - poesias, 1991
- Primeira reunião - antologia poética, 1992
- O reino encantado de todas as coisas - infantil, 1992
- Falange, falanginha, falangeta - infantil, 1995
- O lobisomem zonzo - infantil, 1998
- O cravo e a rosa - infantil, 1999
- Vamodizerato - prosapoetica, 2000
- Rascunhos eventuais - croniquetas, 2001
- Alvoradinha: calango verde do mato bom - infantil, 2001
- Turnma do Brincarte - infantil, 2008
- Frevo Brincarte - infantil, 2008